# 岐阜地方検察庁
岐阜地方検察庁（ぎふちほうけんさつちょう）は、岐阜県岐阜市にある日本の地方検察庁の一つで、岐阜県を管轄している。略称は、岐阜地検（ぎふちけん）。大垣・多治見・御嵩・高山に支部を置いている。

## 所在地
- 本庁 - 岐阜市美江寺町2丁目8 岐阜法務総合庁舎内　北緯35度25分30.1秒 東経136度45分28.6秒 / 北緯35.425028度 東経136.757944度
JR東海道線・高山線 岐阜駅又は名鉄名古屋本線・各務原線 名鉄岐阜駅下車 金華橋通り北方向に徒歩30分
- 大垣支部 - 大垣市丸の内1丁目19 大垣法務合同庁舎　北緯35度21分45.4秒 東経136度36分52秒 / 北緯35.362611度 東経136.61444度
JR東海道線・養老鉄道・樽見鉄道 大垣駅下車 徒歩約8分
- 多治見支部 - 多治見市小田町1丁目16　北緯35度20分20.1秒 東経137度7分44.3秒 / 北緯35.338917度 東経137.128972度
JR中央線・太多線 多治見駅から北東へ徒歩約12分
東濃鉄道バス「弁天町」バス停から東へ徒歩1分
- 御嵩支部 - 可児郡御嵩町御嵩1190-1 御嵩法務合同庁舎　北緯35度25分52.8秒 東経137度7分52.4秒 / 北緯35.431333度 東経137.131222度
名古屋鉄道広見線 御嵩駅から徒歩約5分
- 高山支部 - 高山市昭和町2丁目220　高山合同庁舎　
JR高山線 高山駅から北へ徒歩約5分

## 管轄
- 本庁
  - 岐阜区検察庁（岐阜市・関市・美濃市・羽島市・各務原市・山県市・瑞穂市・本巣市・下呂市（金山振興事務所の所管区域）・羽島郡・本巣郡）
  - 郡上区検察庁（郡上市）
- 大垣支部
  - 大垣区検察庁（大垣市・海津市・養老郡・不破郡・安八郡・揖斐郡）
- 多治見支部
  - 多治見区検察庁（多治見市・瑞浪市・土岐市）
  - 中津川区検察庁（中津川市・恵那市）
- 御嵩支部
  - 御嵩区検察庁（美濃加茂市・可児市・加茂郡・可児郡）
- 高山支部
  - 高山区検察庁（高山市・飛騨市・下呂市（金山振興事務所の所管区域を除く）・大野郡）

## 広報キャラクター
ウーピー
長良川鵜飼の鵜をデザインしたキャラクターで、胸に検察官バッジを着けている。
ウージー
長良川鵜飼の鵜をデザインしたキャラクターで、胸に検察事務官バッジを着けている。
長良川鵜飼の宮内庁式部職鵜匠は6人。その6人の鵜匠がそれぞれ乗り込んだ6隻の鵜舟が横隊になり、浅瀬に鮎を追い込んで巻き狩りする漁法「総がらみ」に絡め、6人の裁判員が互いに協力し今後の司法を担って欲しいという願いがキャラクターに込められている。